# Lisa Stansfield
Lisa Jane Stansfield (Manchester, 11 d'abril de 1966) és una cantant, compositora i actriu anglesa. La seva carrera va començar el 1980 quan va guanyar el concurs de cant Search for a Star. Després d’aparèixer en diversos programes de televisió i publicar els seus primers senzills, Stansfield, Ian Devaney i Andy Morris van formar la banda Blue Zone el 1986. El grup va llançar diversos senzills i un àlbum, però després de l'èxit de "People Hold On" de Coldcut el 1989, en què va aparèixer Stansfield, es va centrar la seva carrera en solitari.
El primer àlbum en solitari de Stansfield, Affection (1989), i el seu senzill líder mundial " All Around the World" van ser avenços importants en la seva carrera. Va ser nominada a dos premis Grammy i Affection és el seu àlbum més venut fins ara. Els anys següents, Stansfield va llançar Real Love (1991), So Natural (1993) i Lisa Stansfield (1997). El 1999 va aparèixer a la seva primera pel·lícula, Swing, i també en va gravar la banda sonora. Els seus següents àlbums van incloure Face Up (2001), Biography: The Greatest Hits (2003) i The Moment (2004). Posteriorment, Stansfield es va prendre un descans amb la música i es va centrar en la seva carrera cinematogràfica. El 2008 va protagonitzar The Edge of Love i el 2014 va aparèixer a Northern Soul.
Stansfield va llançar el seu setè àlbum Seven el 31 de gener de 2014. El seu senzill principal "Can't Dance" es va publicar digitalment el 16 d'octubre de 2013. Va promoure l'àlbum amb la gira europea Seven Tour el 2013 i el 2014. El seu àlbum més recent, Deeper, es va publicar el 6 d'abril de 2018. El juny de 2018, després d'una sèrie de dates de gira esgotades a Europa, Stansfield va anunciar la seva gira per Amèrica del Nord, que va començar a l'octubre de 2018.
Stansfield ha guanyat nombrosos premis, inclosos els premis Brit, Ivor Novello, Billboard Music, World Music, ASCAP, Women's World, Silver Clef i DMC. Ha venut més de vint milions d’àlbums a tot el món, inclosos cinc milions d’Affection. El desembre de 2016, la revista Billboard la va classificar com la 46a artista dance amb més èxit de tots els temps.

## Primers any i inici de carrera
Stansfield va néixer a l'Hospital Crumpsall de Manchester, Anglaterra. Els seus pares són Marion i Keith Stansfield, i té dues germanes, Karen i Suzanne. La seva família es va traslladar a Heywood el 1976 i després a Rochdale el 1977. Stansfield va assistir a la Siddal Moor School. Va créixer escoltant música soul i va afirmar que l'afinitat de la seva mare pels discos de Diana Ross i The Supremes va ser la seva primera influència musical. Ha citat als cantants de soul Barry White i Marvin Gaye entre les seves influències.
El 1980, Stansfield va guanyar la competició Search for a Star, celebrada a la discoteca Talk of the Town, i el 1981 el seu primer senzill "Your Alibis" va ser llançat per Devil Records. El 1982 va aparèixer al programa de televisió Bring Me the Head of Light Entertainment a ITV Granada. Al mateix temps, Stansfield va signar un contracte de gravació amb Polydor Records.
El 1983, Johnnie Hamp va produir per a ITV Granada un documental dirigit per Pete Walker, Born in the Sixties: Lisa Stansfield. Era un perfil de l’aspirant cantant, que incloïa els seus comentaris i els de la seva mare i germanes, i algunes cançons cantades per Stansfield. També el 1983, va ser co-amfitriona del programa musical de televisió infantil Razzamatazz i va aparèixer en una altra sèrie de televisió infantil The Krankies Klub. Entre el 1982 i el 1983, Stansfield va llançar els seus següents tres senzills: "The Only Way", "Listen to Your Heart" i "I Got a Feeling". Els seus primers enregistraments van ser recollits i publicats a l'àlbum In Session el setembre de 1996.

## Carrera musical
El 1984, Stansfield i els antics companys d’escola Ian Devaney i Andy Morris, després d’haver treballat junts en una producció musical escolar, van començar a col·laborar musicalment i, el 1986, van formar la banda Blue Zone. Van escriure algunes cançons, van produir una demo i la van portar a discogràfiques. El petit segell indie Rockin 'Horse Records hi va signar un contracte el 1985 i, un any després, Arista Records va comprar el segell. Després de llançar els seus primers dos senzills el 1986, "Love Will Wait" i "Finest Thing", Arista va publicar "On Fire" a l'octubre de 1987. Just quan el senzill pujava a les llistes (número noranta-nou al Regne Unit), la companyia discogràfica la va retirar arran de l'incendi de King's Cross. El següent senzill de la banda, "Thinking About His Baby", es va publicar el gener de 1988 i va arribar al número setanta-nou al Regne Unit. El tema de la seva cara-B, "Big Thing", es va fer popular a la ràdio i als clubs.
El juliol de 1988, "Jackie" es va publicar com a senzill fora del Regne Unit, arribant al número trenta-set de Hot Dance Club Songs i al número cinquanta-quatre del Billboard Hot 100 als Estats Units. La data de llançament del disc Big Thing de Blue Zone, que es va gravar el 1987, va endarrerir-se moltes vegades pel segell discogràfic. Finalment, es va publicar fora del Regne Unit el novembre de 1988 sense major promoció. L'àlbum incloïa cançons escrites per Blue Zone, a excepció de "Jackie", que va ser escrita per Billy Steinberg i Tom Kelly. L'àlbum va ser produït per Paul Staveley O'Duffy, a excepció del tema "Perfect Crime", que va ser produït per Blue Zone. Ric Wake també va coproduir "Jackie" i "Perfect Crime".
A principis de 1989, Stansfield va coescriure i enregistrar "People Hold On" per a l'àlbum de Coldcut What's That Noise? El senzill es va llançar el març de 1989 i va arribar al número sis de Hot Dance Club Songs als Estats Units i al número onze del Regne Unit. Amb la força d’aquest èxit, Arista Records va signar amb Stansfield un acord en solitari. El seu àlbum debut Affection es va publicar el 20 de novembre de 1989. Stansfield va coescriure totes les cançons amb Ian Devaney i Andy Morris. Devaney i Morris també van produir l'àlbum, excepte "This Is the Right Time", que va ser produït per Coldcut. Affection va rebre l'aclamació de la crítica musical i va tenir èxit comercial. Va assolir el top ten de llistes d’arreu del món, incloent el número u a Àustria i Itàlia, el número dos al Regne Unit, Alemanya, Espanya, Suècia i Suïssa, el número tres a Bèlgica, el número cinc a Nova Zelanda, el número sis als Països Baixos i Noruega, i el número set a Austràlia i Canadà. Als Estats Units, va assolir el número cinc dels millors àlbums de R + B / Hip-Hop i el número nou del Billboard 200. L’àlbum ha venut més de cinc milions d’exemplars a tot el món i ha estat certificat Triple Platí al Regne Unit, Platí als Estats Units, Canadà, Alemanya, Espanya, Suècia i Suïssa i Or a França, Finlàndia i Àustria.
Affection inclou la cançó de gran èxit i signatura de Stansfield, "All Around the World". La pista va arribar al número u de molts països, inclosos el Regne Unit, Àustria, Bèlgica, Països Baixos, Noruega i Espanya. Als Estats Units, "All Around the World" va assolir el número u de les cançons Hot Dance Club i Hot R&amp;B/Hip-Hop, i va arribar al número tres del Billboard Hot 100. El senzill va obtenir la certificació de platí als Estats Units per vendre més d’un milió de còpies i d’or a molts altres països, inclosos el Regne Unit, Alemanya, Austràlia, Suècia i Àustria. Al Regne Unit, altres senzills de l'àlbum van assolir número deu ("Live Together"), tretze ("This Is the Right Time") i vint-i-cinc ("What Did I Do to You?") A la llista. Als Estats Units, "You Can't Deny It" va assolir el número u a les cançons Hot R & B/Hip-Hop, el número dos a Hot Dance Club Songs i el número catorze al Billboard Hot 100. "This Is the Right Time" va assolir el número u de les cançons de Hot Dance Club, el número tretze de les cançons Hot R & B/Hip-Hop i el número vint-i-un del Billboard Hot 100.
Stansfield també va fer una gira per Europa i Amèrica del Nord el 1990 per donar suport a l'àlbum, i finalment va publicar el vídeo per consum casolà Live! All Around the World. Gràcies a Affection i "All Around the World", va rebre molts premis, inclosos el Brit award, el Billboard Music Award, el World Music Award, el premi ASCAP, els premis Ivor Novello, Silver Clef Awards i els premis DMC. Stansfield també va ser nominada a dos Grammy en les categories de millor artista nova i millor interpretació vocal femenina. Poc després del seu èxit, va fer dos enregistraments benèfics. El desembre de 1989, Stansfield va formar part de Band-Aid II, un supergrup benèfic fundat per recaptar diners per als esforços contra la pobresa a Etiòpia, enregistrant "Do They Know It's Christmas?", Que va encapçalar la llista de singles del Regne Unit durant tres setmanes. Més tard, va versionar "Down in the Depths" per a la recopilació benèfica contra la sida Red Hot + Blue, llançada el setembre de 1990, i també va filmar un videoclip.
El 1991, Stansfield va gravar el seu segon àlbum d'estudi Real Love, i el va publicar l'11 de novembre de 1991. Va coescriure totes les cançons amb Ian Devaney i Andy Morris, que també van produir l'àlbum. Real Love va rebre crítiques positives per part de crítics musicals i va assolir els deu primers llocs de les llistes d’èxits a diversos països, inclòs el número tres al Regne Unit, el número cinc als Països Baixos, el número nou a Alemanya i el número deu a Bèlgica. Als Estats Units, va arribar al número sis de la llista d'àlbums R&B/Hip-Hop Albums i al número quaranta-tres del Billboard 200. Real Love va obtenir la certificació 2 × Platinum al Regne Unit i l’or als Estats Units, Canadà, Alemanya i Suïssa. El primer senzill "Change" es va convertir en un èxit, arribant al top deu entre Itàlia, Bèlgica, Espanya, Països Baixos, Canadà i el Regne Unit. Als Estats Units, va assolir el número u de les cançons Hot Dance Club, el número dotze de les cançons Hot R&B/Hip-Hop i el número vint-i-set de la Billboard Hot 100.
El segon senzill de l'àlbum Real Love, "All Woman", va arribar al top entre els quaranta primers de diversos països europeus, inclòs el número vint del Regne Unit. Va tenir èxit a la llista de cançons de R & B / Hip-Hop Hot dels Estats Units, arribant al número u a l'abril de 1992. Al Billboard Hot 100, "All Woman" va arribar al número cinquanta-sis. Els següents dos senzills llançats a Europa incloïen "Time to Make You Mine" i "Set Your Loving Free", que van arribar als números catorze i vint-i-vuit al Regne Unit. L'últim senzill nord-americà, "A Little More Love", va arribar al número trenta de les cançons Hot R & B / Hip-Hop. El 1992, Stansfield va fer una gira per Europa, Àsia i els Estats Units i va publicar el vídeo per consum casolà Live at Wembley. A finals del 1992 va coescriure i enregistrar "Someday (I'm Coming Back)" per la banda sonora de l'El guadaespatlles. La cançó es va llançar com a senzill a Europa el desembre de 1992, després de "I Will Always Love You" de Whitney Houston, i va arribar al top ten del Regne Unit. També va escriure una cançó per a Dionne Warwick, "Friends Can Be Lovers", que va ser produïda per Ian i Andy juntament amb una altra cançó escrita per Diane Warren, "Much Too Much". Lisa va cantar veus de fons en ambdues pistes, que apareixen a l'àlbum de 1993 de Dionne Warwick Friends Can Be Lovers.
L'abril de 1993, George Michael va publicar el seu EP benèfic, Five Live. Incloïa "These Are the Days of Our Lives", gravat amb Stansfield i Queen durant el concert d'homenatge a Freddie Mercury a l'abril de 1992. Five Live va ser un èxit, aconseguint el número u del Regne Unit durant tres setmanes. Durant el concert de Freddie Mercury Tribute, que també es va llançar en VHS, Stansfield també va interpretar "I Want to Break Free". A principis de 1993 va coescriure i gravar "In All the Right Places", la cançó principal de la pel·lícula Una proposició indecent, protagonitzada per Robert Redford i Demi Moore. El senzill es va publicar el maig de 1993 i va arribar al número vuit del Regne Unit i Irlanda. Més tard es va incloure al tercer àlbum d’estudi de Stansfield, So Natural, publicat el 8 de novembre de 1993.
So Natural va obtenir crítiques positives per part de crítics musicals i va arribar al número sis de vendes al Regne Unit, rebent la certificació de Platí. També es va situar entre els quaranta primers a Itàlia, Suècia, Alemanya, Suïssa, Àustria i els Països Baixos. L'àlbum va ser promogut per dos senzills, "So Natural" i "Little Bit of Heaven", que van arribar als números quinze i trenta-dos al Regne Unit. So Natural no es va publicar a Amèrica del Nord. El 1994, Stansfield va fer una gira per Japó i el Regne Unit. A finals de 1994 va llançar dos senzills als Estats Units: "Make It Right" de la banda sonora de Beverly Hills 90210: The College Years i "Dream Away" (duet amb Babyface) de la pel·lícula The Pagemaster. Stansfield també va versionar les següents cançons: "Friday's Child" per No Prima Donna: The Songs of Van Morrison (1994), "They Can't Take That Away from Me" per The Glory of Gershwin (1994), "Just to Keep" You Satisfied "per Inner City Blues: The Music of Marvin Gaye (1995), i "Take Me Away "(duet amb Aska) per One Voice: The Songs of Chage & Aska (1996).
El seu quart àlbum d'estudi homònim, Lisa Stansfield, es va publicar el 21 de març de 1997. Va obtenir crítiques favorables per part de crítics musicals i va tenir èxit comercial, aconseguint el número dos al Regne Unit, el número sis a Bèlgica i es va situar entre els quaranta primers a les llistes de molts països europeus i Japó. També va rebre la certificació d’or al Regne Unit, Espanya i Suïssa. Als Estats Units, l'àlbum va assolir el número trenta d'àlbums de R&B/Hip-Hop i cinquanta-cinc al Billboard 200. Entre els senzills publicats a Europa hi havia "People Hold On (The Bootleg Mixes)", "The Real Thing", "Never, Never Gonna Give You Up" i "The Line". Tots van entrar al UK Singles Chart arribant als números quatre, nou, vint-i-cinc i seixanta-quatre, respectivament.
Als Estats Units, "Never, Never Gonna Give You Up" va assolir el número setanta-quatre del Billboard Hot 100 i el número u del Billboard Top Dance Tracks. L'àlbum també va tenir quatre senzills número u en el Hot Dance Club Songs de Billboard: "People Hold On (The Bootleg Mixes)", "Never, Never Gonna Give You Up", "Never Gonna Fall" i "I'm Leavin". Aquest èxit va provocar que Arista Records llancés The Remix Album el juny de 1998. Stansfield va fer una gira per Amèrica del Sud, els Estats Units i Europa el 1997 i el 1998 per promocionar l'àlbum.
El juliol de 1999, el duet de Stansfield amb Barry White "The Longer We Make Love" va ser llançat com a senzill del seu àlbum Staying Power.
A finals del 2000 va gravar dues cançons de versions: "You Keep Me Hangin 'On" per a l'àlbum Motown Mania (llançat el desembre del 2000) i "Somewhere My Baby Waits for Me" per a la banda sonora The Wedding Planner (llançada el gener del 2001).
Stansfield va llançar el seu cinquè àlbum d'estudi Face Up el 20 de juny de 2001. Incloïa cançons de funk i soul, i també l’ús aventurer de ritmes de garatge en dos passos al senzill principal " Let's Just Call It Love ". Tot i això, Face Up va actuar amb èxit a les llistes d’èxits, arribant als quaranta primers en pocs països, inclosos Suïssa, Àustria, Alemanya i el Regne Unit. No es va llançar a Amèrica del Nord. Stansfield va fer una gira per Europa el 2001 i el 2002.
El 3 de febrer de 2003, Stansfield va llançar el seu primer àlbum de grans èxits, Biography: The Greatest Hits. Va assolir el número tres al Regne Unit (on va obtenir la certificació d'or), el número quatre a Itàlia i també va arribar a la llista en altres països europeus. Es va publicar simultàniament en DVD. Stansfield va fer una gira per Europa el març i abril de 2003 per promocionar la recopilació. El juny de 2003, Arista Records va remasteritzar tots els seus àlbums d'estudi i els va reeditar per separat amb temes addicionals. The Complete Collection, una caixa recopilatòria de sis CD, es va emetre simultàniament. Al novembre del 2003, va aparèixer a la banda sonora de la pel·lícula Mona Lisa Smile, cantant "I've Got the World on a String".
El 2004, Stansfield va gravar "Too Hot" per al disc de Kool & the Gang The Hits: Reloaded (llançat l'abril de 2004) i "Breath In, Breath Out" (duet amb Lââm) per al seu àlbum titulat simplement Lââm (llançat al setembre 2004). Després de complir el contracte amb Arista Records, Stansfield va signar amb ZTT Records. El guanyador del premi Grammy Trevor Horn va produir el seu següent àlbum orientat al pop, The Moment, que es va publicar al Regne Unit el 27 de setembre de 2004. Va ser ben rebut pels crítics musicals, però va fracassar comercialment al Regne Unit, arribant només al número cinquanta-set. El febrer de 2005, The Moment va ser publicat a la resta d'Europa per Edel, aconseguint un èxit moderat a les llistes d'èxits a Àustria, Alemanya i Suïssa, assolint els números quinze, setze i vint-i-dos respectivament. També va obtenir la certificació d’or a Alemanya. L'àlbum va ser promogut principalment per dos senzills: "Treat Me Like a Woman" i "If I Hadn't Got You". També va fer gires per Europa al juny i juliol del 2005.
Entre maig i juliol de 2013, Stansfield va fer una gira per Europa cantant els seus grans èxits. El 13 d'agost de 2013, va anunciar que el seu setè àlbum d'estudi titulat simplement Seven sortiria el 21 d'octubre de 2013. A l'octubre de 2013, es va anunciar que la data de llançament de l'àlbum s'havia retrocedit fins al 31 de gener de 2014 a Alemanya i el 10 de febrer de 2014 al Regne Unit. El primer senzill, "Can't Dance", es va estrenar al programa de Radio de 2 de Ken Bruce el 14 d'agost de 2013 i es va publicar digitalment el 16 d'octubre de 2013.
Seven, que va ser produït i escrit al Regne Unit per Stansfield i Ian Devaney, presenta els temes "Can't Dance", "The Rain", "Stupid Heart", "Conversation", "The Crown", " So Be It", i "Picket Fence". Gravat tant a Los Angeles com a Manchester, Stansfield va col·laborar amb John Robinson i l’orquestrador guanyador del Grammy Award, Jerry Hey, tots dos integrants de la creació dels àlbums Off the Wall, Thriller i Bad de Michael Jackson. "Carry On" va ser escollit com a segon senzill i el seu videoclip es va estrenar el 31 de gener de 2014. L'àlbum va assolir el número 13 al Regne Unit. També es va llançar una edició de luxe amb material addicional. Stansfield va fer una gira pel Regne Unit el novembre de 2013, i la seva Seven Tour va continuar a Europa al maig i juny de 2014. La gira va acabar amb una sèrie de concerts al Regne Unit al setembre de 2014 i a altres països europeus a l'octubre i novembre de 2014. L'octubre de 2014, Seven es va reeditar com a Seven+, incloent una nova cançó i quinze remescles.
Al novembre de 2014, Edsel Records va llançar The Collection 1989-2003, una tretzena de CD -cinc caixes recopilatòries DVD, amb cinc dels àlbums d'estudi de Stansfield i moltes pistes addicionals rares, remescles, vídeos promocionals, imatges de concerts en directe, i noves entrevistes. Tots els àlbums també es van publicar individualment. El disc/vídeo Live in Manchester es va publicar el 28 d'agost de 2015.
L'octubre de 2017, Stansfield va anunciar el seu nou disc Deeper i una gira europea. Va ser publicat el 6 d'abril de 2018. Al Regne Unit, Deeper va arribar al número 15 de la llista d’àlbums del Regne Unit, mentre que el senzill "Everything" va arribar al número u de la llista de soul. Als Estats Units, el senzill "Never Ever" va arribar al número sis de la llista Billboard Dance. Això va marcar la seva primera aparició en aquest gràfic en 20 anys, després d' "I'm Leavin" encapçalés el gràfic el 1998.
El juny de 2018, després d'una gira per Europa, Stansfield va anunciar la seva gira per Amèrica del Nord que començaria a l'octubre. La seva primera visita a Amèrica del Nord en dues dècades, la gira va començar el 9 d’octubre a Toronto i va incloure parades a Montreal, Boston, Nova York, Filadèlfia, Atlanta, Chicago, Los Angeles i altres, abans de concloure a San Francisco el 26 d’octubre.

## Carrera actoral
El maig de 1999, Stansfield va debutar al cinema. Va interpretar Joan Woodcock a la pel·lícula dirigida per Nick Mead, Swing, també protagonitzada per Hugo Speer, i va gravar cançons per a la banda sonora. L'àlbum, ple de temes de jazz i swing, es va publicar el 10 de maig de 1999. Swing: Original Motion Picture Soundtrack va rebre crítiques positives per part de crítics musicals, i va assolir el lloc sisè a la llista d'àlbums de jazz de Billboard.
El febrer de 2002, va debutar en escena a The Vagina Monologues al Arts Theatre del West End de Londres, juntament amb Anita Dobson i Cecilia Noble. Stansfield va interpretar-se a la sèrie de comèdia Monkey Trousers a mitjans de 2005. A finals del 2006 va aparèixer a la sèrie dramàtica Goldplated, interpretant a Trinny Jamieson.
Al setembre de 2007, Stansfield va aparèixer en una altra sèrie de televisió, Agatha Christie's Marple. Va interpretar a Mary Durrant a l'episodi titulat Ordeal by Innocence. Stansfield va batejar un dels personatges (Millie, un elf) per a la versió anglesa de la pel·lícula d’animació finlandesa Quest for a Heart, estrenada el desembre del 2007. També va gravar la cançó principal, escrita per Charlie Mole i Lee Hall. Stansfield es va unir al repartiment de la pel·lícula de 2008 The Edge of Love, dirigida per John Maybury, interpretant el paper de Ruth Williams.
El 2009 va protagonitzar el documental dirigit per Nick Mead, Dean Street Shuffle, interpretant-se a si mateixa. El 2012 va interpretar un paper a la pel·lícula d'Elaine Constantine Northern Soul. Ambientat el 1974, és un docudrama independent sobre el fenomen social i la generació del moviment de música i dansa Northern soul i es va publicar el 2014.

## Vida personal
El 1987, Stansfield es va casar amb el dissenyador italià Augusto Grassi, a qui havia conegut durant unes vacances a Tunísia. Es va celebrar una cerimònia a l'església del Sagrat Cor a Rochdale. La parella es va traslladar a Zagarolo, Itàlia, però el seu matrimoni va durar només quatre mesos. Després del final del matrimoni, Stansfield va tornar a Gran Bretanya. Després de molts anys d'amistat i compromís, ella i Ian Devaney es van casar el 25 de juliol de 1998. La cerimònia minimalista es va celebrar al Washington Square Park de Nova York, i els únics convidats van ser els seus pares i la seva mare.
El 2008, Stansfield va vendre la seva casa victoriana de sis dormitoris "Mount Henry" a Torca Road a Dalkey, Irlanda, per 6 milions d'euros al magnat empresarial de Yorkshire, Ed Clark (després d'haver-ne sol·licitat inicialment 8 euros milions al maig de 2007).

## Discografia
Àlbums d’estudi
- Affection (1989)
- Real Love (1991)
- So Natural (1993)
- Lisa Stansfield (1997)
- Face Up (2001)
- The Moment (2004)
- Seven (2014)
- Deeper (2018)

## Filmografia
- 1999: Swing
- 2005: Monkey Trousers
- 2006: Goldplated
- 2007: Agatha Christie's Marple
- 2007: Quest for a Heart
- 2008: The Edge of Love
- 2009: Dean Street Shuffle
- 2014: Northern Soul